# 王洲
王洲（1931年8月—），曾用名王仰青，男，广东文昌（今属海南）人，中国核能专家，曾任欧美同学会副会长，第七、八、九届全国政协委员。